# I Wanna Be Santa Claus
| 전문가 평가                   | 전문가 평가 |
| 평가 점수                     | 평가 점수   |
| 출처                          | 점수        |
| ----------------------------- | ----------- |
| AllMusic                      | [ 1 ]       |
| Encyclopedia of Popular Music | [ 2 ]       |
| The Rolling Stone Album Guide | [ 3 ]       |

《I Wanna Be Santa Claus》는 링고 스타의 열두 번째 스튜디오 음반이다. 1999년 10월 19일에 발매된 크리스마스 음반이다. 이 음반은 비틀즈 멤버 중 지금까지 발매된 유일한 크리스마스 음반이다.

## 배경
링고 스타와 음악 파트너 마크 허드슨은 1998년 7월, 스타의 서리주 저택에서 〈Dear Santa〉와 〈Christmas Eve〉를 작곡했다. 이 두 곡은 몇 달 후인 9월 14일부터 16일까지 영국에서 녹음되었다. 후속 세션은 1999년 3월 8일, 로스앤젤레스의 스튜디오에서 열렸으며, 그날 〈Rudolph the Red-Nosed Reindeer〉, 〈The Little Drummer Boy〉, 〈Christmas Time (Is Here Again)〉 및 〈Dear Santa〉의 추가 작업이 녹음되었다. 〈Christmas Time (Is Here Again)〉은 원래 1967년 비틀즈가 팬클럽 회원들을 대상으로 매년 크리스마스 음반을 녹음한 곡이다. 이 트랙에는 스타, 허드슨, 짐 콕스, 스티브 두다스가 참여했다. 1999년 동안 스타와 허드슨 사이에서 녹음된 《I Wanna Be Santa Claus》는 전통 노래와 새로운 오리지널 곡으로 구성되어 있으며, 미국과 영국의 여러 스튜디오에서 제작되었다.  이들의 가족은 에어로스미스의 조 페리와 이글스의 멤버 티머시 B. 슈미트와 함께 참여했다. 제프 린은 또한 〈Come on Christmas, Christmas Come On〉, 〈I Wanna Be Santa Claus〉 , 〈Christmas Time (Is Here Again)〉에서 백 보컬을 맡았다. 음반의 마지막 세션은 9월 8일과 9일에 스튜디오에서 열렸으며, 믹싱은 로스앤젤레스의 A&M 스튜디오와 뉴욕의 스털링 사운드에서 진행되었다.
타이틀곡은 크리스마스 당일에만 하는 것에 비해 일 년 중 매일 크리스마스 응원을 퍼뜨리는 내용이다.

## 곡 목록
| #   | 제목                                     | 작사·작곡                                        | 재생 시간 |
| --- | ---------------------------------------- | ------------------------------------------------ | --------- |
| 1.  | 〈Come On Christmas, Christmas Come On〉 | 링고 스타, 마크 허드슨, 딘 그레이컬              | 3:36      |
| 2.  | 〈Winter Wonderland〉                    | 펠릭스 버나드, 리처드 B. 스미스                  | 3:46      |
| 3.  | 〈The Little Drummer Boy〉               | 스타, 허드슨, 딕 몬다                            | 3:20      |
| 4.  | 〈Golden Blunders〉                      | 해리 시메오네, 헨리 오노라티, 캐서린 K. 데이비스 | 3:19      |
| 5.  | 〈Rudolph the Red-Nosed Reindeer〉       | 조니 마크스                                      | 2:21      |
| 6.  | 〈Christmas Eve〉                        | 스타, 허드슨                                     | 4:26      |
| 7.  | 〈The Christmas Dance〉                  | 스타, 허드슨, 짐 콕스, 스티브 두다스             | 4:06      |
| 8.  | 〈Christmas Time (Is Here Again)〉       | 조지 해리슨, 존 레논, 폴 매카트니, 스타          | 4:06      |
| 9.  | 〈Blue Christmas〉                       | 빌리 헤이스, 제이 W. 존슨                        | 2:58      |
| 10. | 〈Dear Santa〉                           | 스타, 허드슨, 두다스                             | 5:12      |
| 11. | 〈White Christmas〉                      | 어빙 벌린                                        | 2:56      |
| 12. | 〈Pax Um Biscum (Peace Be with You)〉    | 스타, 허드슨, 스콧 고든                          | 4:46      |